# Hexatoma (Eriocera) atrisoma
Hexatoma (Eriocera) atrisoma is een tweevleugelige uit de familie steltmuggen (Limoniidae). De soort komt voor in het Oriëntaals gebied.